# Collegio di Esher and Walton
Esher and Walton è un collegio elettorale inglese situato nel Surrey rappresentato alla camera dei Comuni del parlamento del Regno Unito. Elegge un membro del parlamento con il sistema maggioritario a turno unico; l'attuale parlamentare è Monica Harding dei Liberal Democratici, che rappresenta il collegio dal 2024.

## Estensione

Esher and Walton dal 2010 al 2024

- 2010-2024: i ward del borgo di Elmbridge di Claygate, Cobham and Downside, Cobham Fairmile, Esher, Hersham North, Hersham South, Hinchley Wood, Long Ditton, Molesey East, Molesey North, Molesey South, Oxshott and Stoke D'Abernon, Thames Ditton, Walton Ambleside, Walton Central, Walton North, Walton South e Weston Green.
- dal 2024: i ward del borgo di Elmbridge di Claygate, Esher, Hersham Village, Hinchley Wood and Weston Green, Long Ditton, Molesey East, Molesey West, Oatlands and Burwood Park, Thames Ditton, Walton Central, Walton North e Walton South.

## Caratteristiche
Il collegio si trova nel Surrey settentrionale, e confina con la Grande Londra, nella ricca fascia dell'area metropolitana di Londra. In parte è rurale, con estensioni di erica e riserve naturali, e città come Esher e Walton-on-Thames, oltre a cittadine di minore popolazione come Cobham, Claygate e Molesey e i villaggi di Oxshott, Thames Ditton e Hinchley Wood. Il collegio occupa quasi tutto il Borough of Elmbridge, eccetto l'estremità occidentale e la maggioranza delle abitazioni sono private. La South Western Main Line attraversa il cuore del collegio, e i treni veloci collegano queste aree al centro di Londra. Il tasso di disoccupazione è basso. L'area del collegio comprende l'ultima sezione del Tamigi non soggetta a maree, l'Esher Commons, il fiume Mole ed il Sandown Park racecourse.

## Membri del parlamento
| Elezione | Elezione     | Deputato | Partito             | Note |
| -------- | ------------ | --- | ------------------- | ---- |
|          | 1997         | Ian Taylor | Conservatore        |      |
| 2010     | Dominic Raab | Vice primo ministro del Regno Unito (2021—2022 e 2022—2023) Segretario di Stato per la giustizia (2021—2022 e 2022—2023) Primo Segretario di Stato (2019—2021) Segretario di Stato per gli affari esteri (2019—2021) Segretario di Stato per l'uscita dall'Unione europea (2018) | Conservatore        |      |
|          | 2024         | Monica Harding | Liberal Democratici |      |

## Elezioni

### Elezioni negli anni 2020
| Partito                    | Partito                                         | Candidato                  | Risultati 4 luglio 2024 | Risultati 4 luglio 2024 |
| Partito                    | Partito                                         | Candidato                  | Voti                    | %                       |
| -------------------------- | ----------------------------------------------- | -------------------------- | ----------------------- | ----------------------- |
|                            | Lib Dem                                         | Monica Harding             | 28 315                  | 52,55                   |
|                            | Conservatore                                    | John Cope                  | 16 312                  | 30,27                   |
|                            | Reform UK                                       | Alastair Gray              | 4 777                   | 8,87                    |
|                            | Laburista                                       | Yoel Gordon                | 2 846                   | 5,28                    |
|                            | Verdi                                           | Maciej Pawlik              | 1 396                   | 2,59                    |
|                            | Social Democratico                              | Richard Bateson            | 234                     | 0,43                    |
|                            |                                                 |                            |                         |                         |
| Iscritti                   | Iscritti                                        | Iscritti                   | 74 042                  | 100,00                  |
| ↳ Votanti (% su iscritti)  | ↳ Votanti (% su iscritti)                       | ↳ Votanti (% su iscritti)  | 53 880                  | 72,77                   |
| ↳ Astenuti (% su iscritti) | ↳ Astenuti (% su iscritti)                      | ↳ Astenuti (% su iscritti) | 20 162                  | 27,23                   |
|                            |                                                 |                            |                         |                         |
|                            | Esito: collegio passa da Conservatore a Lib Dem |                            |                         |                         |

### Elezioni negli anni 2010
| Partito                    | Partito                                   | Candidato                  | Risultati 12 dicembre 2019 | Risultati 12 dicembre 2019 |
| Partito                    | Partito                                   | Candidato                  | Voti                       | %                          |
| -------------------------- | ----------------------------------------- | -------------------------- | -------------------------- | -------------------------- |
|                            | Conservatore                              | Dominic Raab               | 31 132                     | 49,37                      |
|                            | Lib Dem                                   | Monica Harding             | 28 389                     | 45,02                      |
|                            | Laburista                                 | Peter Ashurst              | 2 838                      | 4,50                       |
|                            | Indipendente                              | Kylie Keens                | 347                        | 0,55                       |
|                            | Monster Raving Loony                      | Baron Badger               | 326                        | 0,52                       |
|                            | Advance                                   | Kyle Taylor                | 32                         | 0,05                       |
|                            |                                           |                            |                            |                            |
| Iscritti                   | Iscritti                                  | Iscritti                   | 81 184                     | 100,00                     |
| ↳ Votanti (% su iscritti)  | ↳ Votanti (% su iscritti)                 | ↳ Votanti (% su iscritti)  | 63 084                     | 77,70                      |
| ↳ Astenuti (% su iscritti) | ↳ Astenuti (% su iscritti)                | ↳ Astenuti (% su iscritti) | 18 100                     | 22,30                      |
|                            |                                           |                            |                            |                            |
|                            | Esito: collegio confermato a Conservatore |                            |                            |                            |

| Partito                    | Partito                                   | Candidato                  | Risultati 8 giugno 2017 | Risultati 8 giugno 2017 |
| Partito                    | Partito                                   | Candidato                  | Voti                    | %                       |
| -------------------------- | ----------------------------------------- | -------------------------- | ----------------------- | ----------------------- |
|                            | Conservatore                              | Dominic Raab               | 35 071                  | 58,61                   |
|                            | Laburista                                 | Lana Hylands               | 11 773                  | 19,67                   |
|                            | Lib Dem                                   | Andrew Davis               | 10 374                  | 17,34                   |
|                            | Verdi                                     | Olivia Palmer              | 1 074                   | 1,79                    |
|                            | UKIP                                      | David Ions                 | 1 034                   | 1,73                    |
|                            | Monster Raving Loony                      | Baron Badger               | 318                     | 0,53                    |
|                            | Indipendente                              | Della Reynolds             | 198                     | 0,33                    |
|                            |                                           |                            |                         |                         |
| Iscritti                   | Iscritti                                  | Iscritti                   | 79 366                  | 100,00                  |
| ↳ Votanti (% su iscritti)  | ↳ Votanti (% su iscritti)                 | ↳ Votanti (% su iscritti)  | 59 842                  | 75,40                   |
| ↳ Astenuti (% su iscritti) | ↳ Astenuti (% su iscritti)                | ↳ Astenuti (% su iscritti) | 19 524                  | 24,60                   |
|                            |                                           |                            |                         |                         |
|                            | Esito: collegio confermato a Conservatore |                            |                         |                         |

| Partito                    | Partito                                   | Candidato                  | Risultati 7 maggio 2015 | Risultati 7 maggio 2015 |
| Partito                    | Partito                                   | Candidato                  | Voti                    | %                       |
| -------------------------- | ----------------------------------------- | -------------------------- | ----------------------- | ----------------------- |
|                            | Conservatore                              | Dominic Raab               | 35 845                  | 62,91                   |
|                            | Laburista                                 | Francis Eldergill          | 7 229                   | 12,69                   |
|                            | UKIP                                      | Nicholas Wood              | 5 551                   | 9,74                    |
|                            | Lib Dem                                   | Andrew Davis               | 5 372                   | 9,43                    |
|                            | Verdi                                     | Olivia Palmer              | 2 355                   | 4,13                    |
|                            | CISTA                                     | Matthew Heenan             | 396                     | 0,70                    |
|                            | Indipendente                              | Della Reynolds             | 228                     | 0,40                    |
|                            |                                           |                            |                         |                         |
| Iscritti                   | Iscritti                                  | Iscritti                   | 79 910                  | 100,00                  |
| ↳ Votanti (% su iscritti)  | ↳ Votanti (% su iscritti)                 | ↳ Votanti (% su iscritti)  | 56 976                  | 71,30                   |
| ↳ Astenuti (% su iscritti) | ↳ Astenuti (% su iscritti)                | ↳ Astenuti (% su iscritti) | 22 934                  | 28,70                   |
|                            |                                           |                            |                         |                         |
|                            | Esito: collegio confermato a Conservatore |                            |                         |                         |

| Partito                    | Partito                                   | Candidato                  | Risultati 6 maggio 2010 | Risultati 6 maggio 2010 |
| Partito                    | Partito                                   | Candidato                  | Voti                    | %                       |
| -------------------------- | ----------------------------------------- | -------------------------- | ----------------------- | ----------------------- |
|                            | Conservatore                              | Dominic Raab               | 32 134                  | 58,91                   |
|                            | Lib Dem                                   | Lionel Blackman            | 13 541                  | 24,83                   |
|                            | Laburista                                 | Francis Eldergill          | 5 829                   | 10,69                   |
|                            | UKIP                                      | Bernard Collignon          | 1 783                   | 3,27                    |
|                            | Indipendente                              | Tony Popham                | 378                     | 0,69                    |
|                            | Monster Raving Loony                      | Chinners Chinnery          | 341                     | 0,63                    |
|                            | Democratici                               | Mike Kearsley              | 307                     | 0,56                    |
|                            | Best of a Bad Bunch                       | Andy Lear                  | 230                     | 0,42                    |
|                            |                                           |                            |                         |                         |
| Iscritti                   | Iscritti                                  | Iscritti                   | 75 754                  | 100,00                  |
| ↳ Votanti (% su iscritti)  | ↳ Votanti (% su iscritti)                 | ↳ Votanti (% su iscritti)  | 54 543                  | 72,00                   |
| ↳ Astenuti (% su iscritti) | ↳ Astenuti (% su iscritti)                | ↳ Astenuti (% su iscritti) | 21 211                  | 28,00                   |
|                            |                                           |                            |                         |                         |
|                            | Esito: collegio confermato a Conservatore |                            |                         |                         |

### Elezioni negli anni 2000
| Partito                    | Partito                                   | Candidato                  | Risultati 5 maggio 2005 | Risultati 5 maggio 2005 |
| Partito                    | Partito                                   | Candidato                  | Voti                    | %                       |
| -------------------------- | ----------------------------------------- | -------------------------- | ----------------------- | ----------------------- |
|                            | Conservatore                              | Ian Taylor                 | 21 882                  | 45,70                   |
|                            | Lib Dem                                   | Mark Marsh                 | 14 155                  | 29,56                   |
|                            | Laburista                                 | Richard C.H. Taylor        | 9 309                   | 19,44                   |
|                            | UKIP                                      | Bernard Collignon          | 1 582                   | 3,30                    |
|                            | Monster Raving Loony                      | Chinners Chinnery          | 608                     | 1,27                    |
|                            | Laburista Socialista                      | Richard G. Cutler          | 342                     | 0,71                    |
|                            |                                           |                            |                         |                         |
| Iscritti                   | Iscritti                                  | Iscritti                   | 76 974                  | 100,00                  |
| ↳ Votanti (% su iscritti)  | ↳ Votanti (% su iscritti)                 | ↳ Votanti (% su iscritti)  | 47 878                  | 62,20                   |
| ↳ Astenuti (% su iscritti) | ↳ Astenuti (% su iscritti)                | ↳ Astenuti (% su iscritti) | 29 096                  | 37,80                   |
|                            |                                           |                            |                         |                         |
|                            | Esito: collegio confermato a Conservatore |                            |                         |                         |

| Partito                    | Partito                                   | Candidato                  | Risultati 7 giugno 2001 | Risultati 7 giugno 2001 |
| Partito                    | Partito                                   | Candidato                  | Voti                    | %                       |
| -------------------------- | ----------------------------------------- | -------------------------- | ----------------------- | ----------------------- |
|                            | Conservatore                              | Ian Taylor                 | 22 296                  | 48,97                   |
|                            | Laburista                                 | Joe McGowan                | 10 758                  | 23,63                   |
|                            | Lib Dem                                   | Mark Marsh                 | 10 241                  | 22,49                   |
|                            | UKIP                                      | Bernard Collignon          | 2 236                   | 4,91                    |
|                            |                                           |                            |                         |                         |
| Iscritti                   | Iscritti                                  | Iscritti                   | 73 555                  | 100,00                  |
| ↳ Votanti (% su iscritti)  | ↳ Votanti (% su iscritti)                 | ↳ Votanti (% su iscritti)  | 45 531                  | 61,90                   |
| ↳ Astenuti (% su iscritti) | ↳ Astenuti (% su iscritti)                | ↳ Astenuti (% su iscritti) | 28 024                  | 38,10                   |
|                            |                                           |                            |                         |                         |
|                            | Esito: collegio confermato a Conservatore |                            |                         |                         |

## Risultati dei referendum

### Referendum sulla permanenza del Regno Unito nell'Unione europea del 2016
|             | Collegio         | Lasciare UE % | Rimanere in UE % |
| ----------- | ---------------- | ------------- | ---------------- |
|             | Esher and Walton | 41,6%         | 58,4%            |
|             | Inghilterra      | 53,3%         | 46,7%            |
| Regno Unito | 51,9%            | 48,1%         |                  |